# Ngữ âm học cấu âm
Ngữ âm học cấu âm (tiếng Anh: articulatory phonetics) là một lĩnh vực con của ngữ âm học. Trong nghiên cứu về cách phát âm, các nhà ngữ âm học giải thích cách con người phát ra các âm thành thông qua tương tác của những cấu trúc sinh lý học khác nhau.
Nói chung, ngữ âm học cấu âm liên quan đến sự chuyển đổi của năng lượng khí động lực học thành năng lượng âm thanh. Năng lượng khí động học ám chỉ đến dòng không khí thông qua đường âm thanh (vocal tract). Dạng thế năng của nó là áp suất khí quyển; dạng động năng của nó là dòng chảy động lực học.